# Fontaine, Territoire de Belfort
Fontaine är en kommun i departementet Territoire de Belfort i regionen Bourgogne-Franche-Comté i östra Frankrike. Kommunen ligger i kantonen Fontaine som tillhör arrondissementet Belfort. År 2022 hade Fontaine 601 invånare.

## Befolkningsutveckling
Antalet invånare i kommunen Fontaine
| Referens: INSEE |